# Neostyriaca corynodes
Neostyriaca corynodes is een slakkensoort uit de familie van de Clausiliidae. De wetenschappelijke naam van de soort is voor het eerst geldig gepubliceerd in 1836 door Held.